# Carl Velten
Carl Velten (* 4. September 1862 in Fluterschen; † 1. April 1935 in Woking, Grafschaft Surrey) war ein deutscher Linguist und Spezialist für ostafrikanische Sprachen. Er lehrte am Institut für orientalische Sprachen der Friedrich-Wilhelms-Universität Berlin.

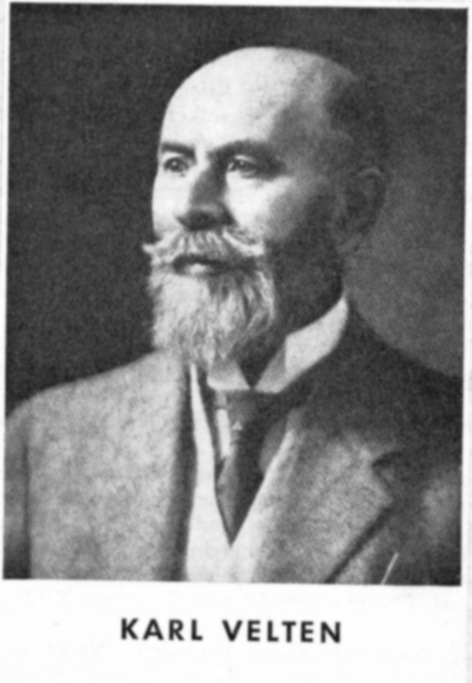

## Leben
Velten wurde 1862 im Ort Fluterschen im Landkreis Altenkirchen der preußischen Rheinprovinz geboren. Nach einem Studium der Sprachwissenschaften von 1882 bis 1885 an den Universitäten Bonn und Tübingen bereiste er bis 1888 zunächst Frankreich, später bis 1891 Algier, Tunis und Ägypten. Am Seminar für Orientalische Sprachen in Berlin bereitete er sich von 1891 bis 1893 auf den Staatsdienst in den deutschen Kolonien vor.
Von 1893 bis 1896 arbeitete er als Dolmetscher für die deutsche Kolonialverwaltung in Ostafrika. Er sammelte auf seinen Reisen durch das Land Geschichten und Erzählungen, die er in Kurzschrift notierte. 1895 war er außerdem als kommissarischer Registrator in der allgemeinen Verwaltung, 1896 auch als Beisitzer am Bezirksgericht tätig.
Nachdem Velten 1896 Dozent am Seminar für orientalische Sprachen geworden war, wertete er seine Notizen in einer Reihe von Veröffentlichungen aus. Das Schwergewicht seiner Arbeiten lag im Bereich der Swahili-Sprache.
Während des Ersten Weltkrieges diente Velten in der Kolonialabteilung der deutschen Zivilverwaltung im besetzten Belgien.
Velten war seit seinem Studium Mitglied des Akademisch-Neuphilologischen Vereins Bonn, der späteren Landsmannschaft Nassovia Bonn, seit 1949 Landsmannschaft Teutonia Bonn.

## Schriften (Auswahl)
- Märchen und Erzählungen der Suaheli. (Suahelitext: Band XVIII der Lehrbücher des Oriental. Seminars), Berlin 1898. Neuausgabe Hofenberg, Berlin 2014, ISBN 978-3-8430-4023-5.
- Gebräuche der Suaheli. 1898.
- Erklärung einiger ostafrikanischer Ortsnamen. 1898.
- Die Sprache der Wahehe, Grammatik und Wörterbuch. 1899.
- Kikami, die Sprache der Wakami in Deutsch-Ostafrika. 1900.
- Die Spitznamen der Europäer bei den Suaheli. 1900.
- Grammatik des Kinyamuesi, der Sprache der Wanyamuesi in Deutsch-Ostafrika nebst Wörterverzeichnis. 1901.
- Praktische Anleitung zur Erlernung der arabischen Schrift der Suaheli. Göttingen 1901.
- Reiseschilderungen der Suaheli. Göttingen 1901.
- Sitten und Gebräuche der Suaheli nebst Rechtsanschauungen. Göttingen 1903.
- Hundert Suaheli – Rätsel. 1904.
- Prosa und Poesie der Suaheli. Berlin 1907.
- Praktische Suaheli-Grammatik nebst einem Deutsch-Suaheli – Wörterverzeichnis. 3. Aufl., Berlin 1910.
- Suaheli-Wörterbuch. 1. Teil, Suaheli-Deutsch, Berlin 1910.
- Suaheli-Sprachführer für Postbeamte. Berlin 1910.
- Taschenwörterbuch der Suaheli-Sprache, Suaheli-Deutsch und Deutsch-Suaheli. Berlin 1911.